# Megachile leucopogon
Megachile leucopogon is een vliesvleugelig insect uit de familie Megachilidae. De wetenschappelijke naam van de soort is voor het eerst geldig gepubliceerd in 1929 door Theodore Dru Alison Cockerell. De soort was ontdekt door G.F. Hill in Port Darwin, Australië.